# Inhulbrücke
Die Inhulbrücke (ukrainisch Інгульський міст) ist eine Straßenbrücke über den Inhul im Süden der Ukraine. Sie führt vier Fahrstreifen der ukrainischen Hauptstraße M 14 und hat eine der längsten Klappbrücken der Welt. 

## Geografie
Das Verkehrsbauwerk steht an der Mündung des Inhul in den Südlichen Bug und verbindet das Zentrum von Mykolajiw mit dem Stadtteil Temwod im Norden. Über die Straßenbrücke führt die ukrainische Hauptstraße M 14, die Mykolajiw mit Odessa und Cherson verbindet. Die M 14 wurde zur Umfahrungsstraße von Mykolajiw ausgebaut, die das Stadtzentrum entlastet und in einem weiten Bogen gegen Norden um die Agglomeration herumführt. Die 20 km lange Stadtumfahrung überquert den Inhul bei Woskressenske noch auf einer zweiten Brücke. Die M 14 entspricht in diesem Abschnitt auch der internationalen Fernstraße E 58, die in Wien beginnt und nördlich des Schwarzen Meeres Odessa mit Mariupol und der Grenze zu Russland verbindet.

## Geschichte
Die 1981 eröffnete Brücke bildet einen leistungsfähigeren Flussübergang als die Alte Inhulbrücke, die einen halben Kilometer flussaufwärts den Inhul überquert. Diese schmale Pontonbrücke an der alten Hauptstraße nach Kiew liegt unterhalb der Werft Mykolajiw auf dem Wasser. Von ihrem südlichen Brückenkopf führt die steil ansteigende Sobornastraße auf das hoch gelegene Plateau der Altstadt. Die Kiewerbrücke dient seit dem Bau der Inhulbrücke noch dem Langsamverkehr.
Die nördliche Zufahrtsstraße zur Inhulbrücke zweigt in der Nähe der Admiral Makarow-Universität für Schiffbau von der alten Trasse der Kiewerstraße ab und führt durch den Stadtpark zur Brücke, deren Nordteil als Hochstraße auf dem Vorland steht. Der südliche Teil der Brücke überquert das Gewässerbett des Inhul und steigt bis auf das Niveau des Stadtzentrums, wo sie in die Puschkinstraße mündet.
Die feste Flussbrücke wird von vier betonierten Jochen getragen. Die breite Öffnung auf der nördlichen Seite ist für die Durchfahrt großer Wasserfahrzeuge zur Werft am Inhul vorgesehen und wird deshalb von einer Klappbrücke überspannt. Diese bewegliche Brücke, die von Hydraulikzylindern im massiven Stützbauwerk beim Widerlager auf der rechten Flussseite gehoben wird, hat eine Stützweite von 76,25 Metern und war die größte Klappbrücke der Sowjetunion und die längste solche Brücke Europas bis zum Bau der Erasmusbrücke in Rotterdam (1996).
Über die Inhulbrücke führen mehrere Linien des Trolleybusnetzes von Mykolajiw. Beim Öffnen der Brücke wird die Oberleitung jeweils unterbrochen.
Zusammen mit drei weiteren bedeutenden Brücken des Landes, der Darnyzkyj-Eisenbahnbrücke in Kiew, der Preobraschenski-Brücke bei Saporischschja und der Warwariwka-Brücke in Mykolajiw, ist die Inhulbrücke auf einer ukrainischen Briefmarkenserie von 2004 abgebildet.
Um das Stadtzentrum vom stark zunehmenden Schwerverkehr zu den Häfen von Mykolajiw zu entlasten, den beiden beweglichen Brücken in der Stadt auszuweichen und die Verkehrsverhältnisse auf dem Transportkorridor von M 14 und E 58 zu verbessern, begann 2021 das Planungsprojekt für eine neue, leistungsfähigere Straßenbrücke über den Südlichen Bug, die den Strom etwa acht Kilometer oberhalb der Inhulbrücke an der westlichen Stadtgrenze von Mykolajiw überspannen soll. Die Ausführung des staatlichen Großbauwerks, für welches die Ukraine die Unterstützung japanischer Investoren gewonnen hatte, ist durch den Russischen Überfall auf die Ukraine 2022 in Frage gestellt.

Die Inhulbrücke
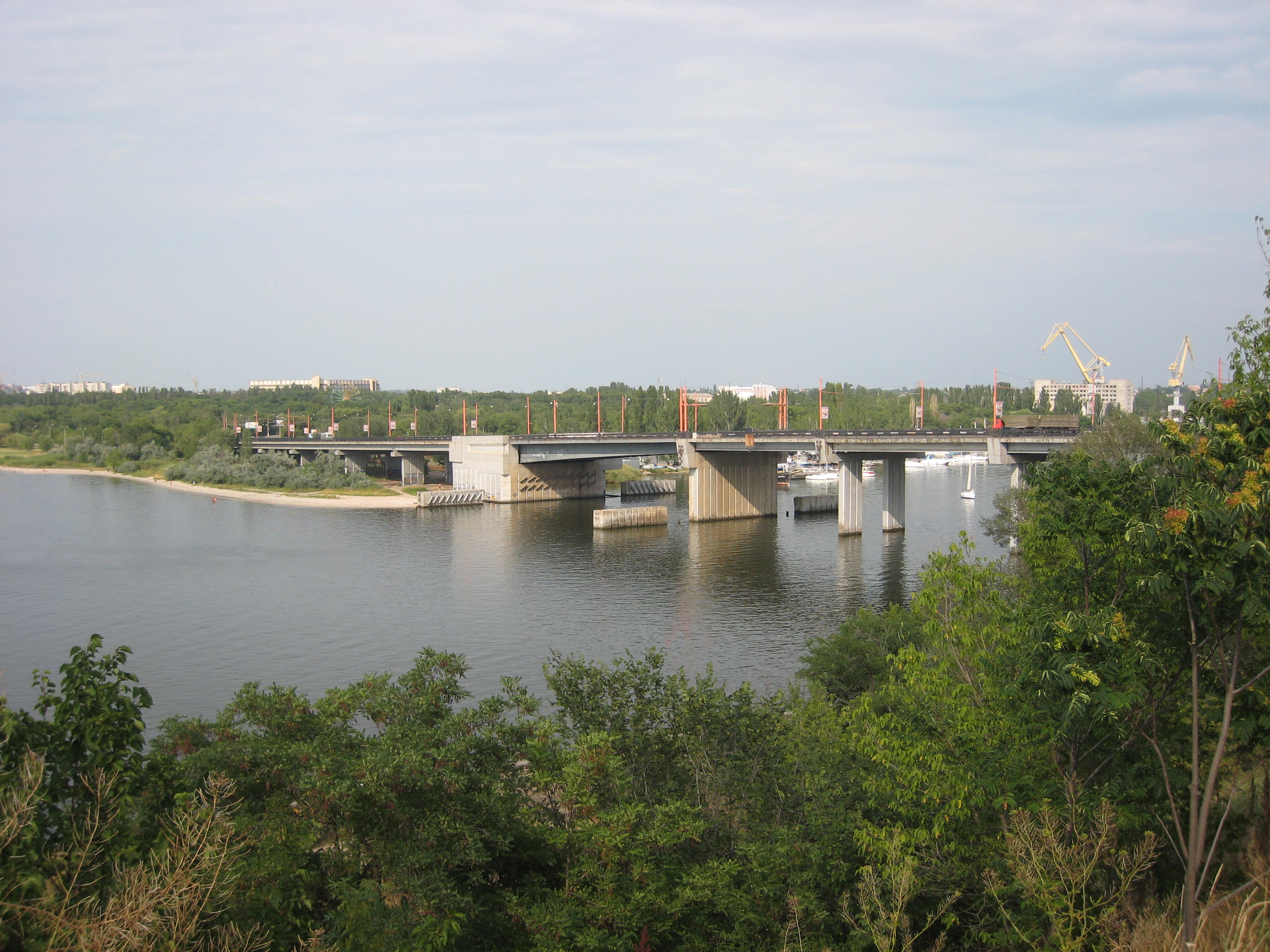
Die Inhulbrücke von Südwesten
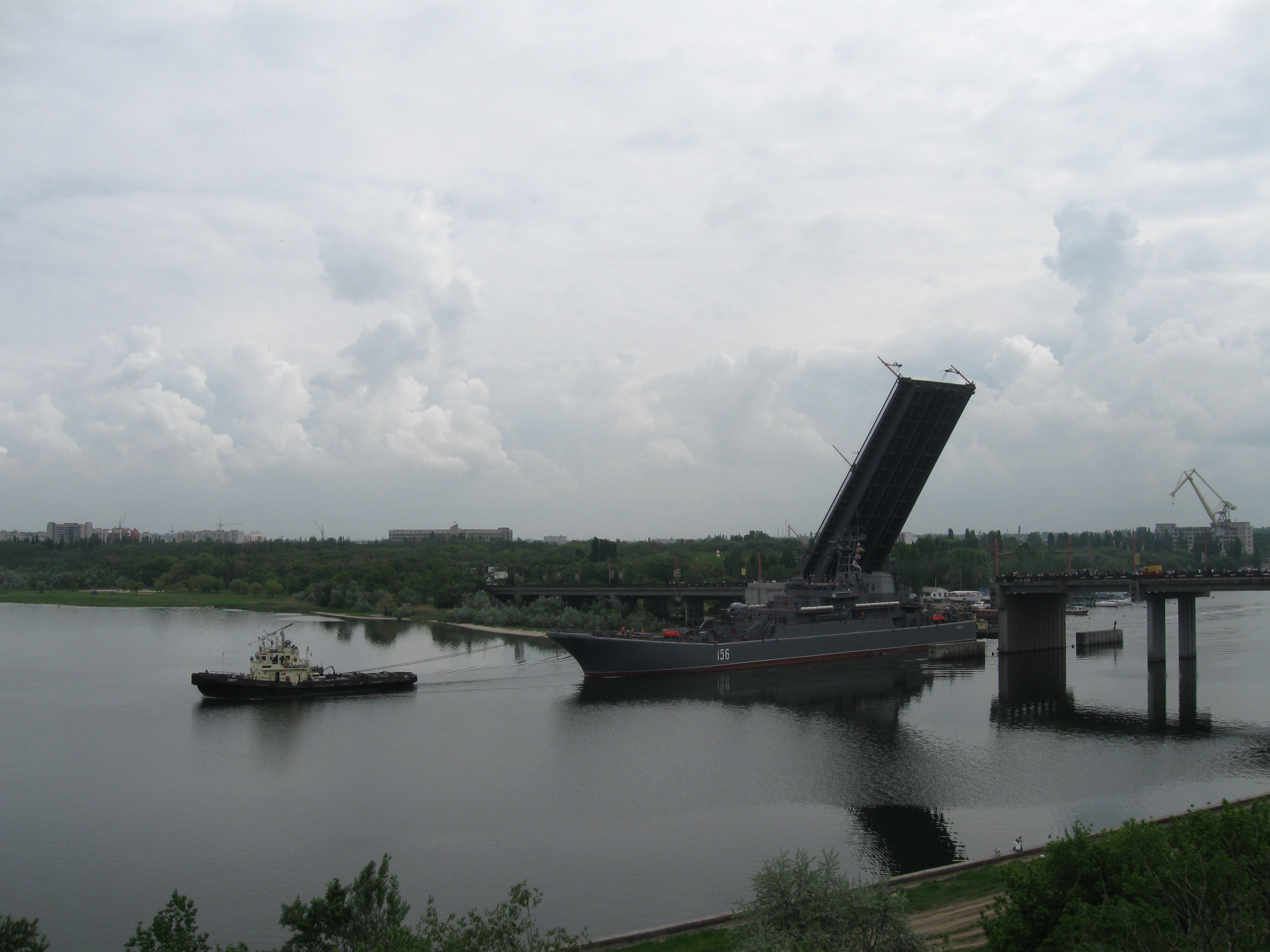
Durchfahrt eines Kriegsschiffes mit einem Schleppboot
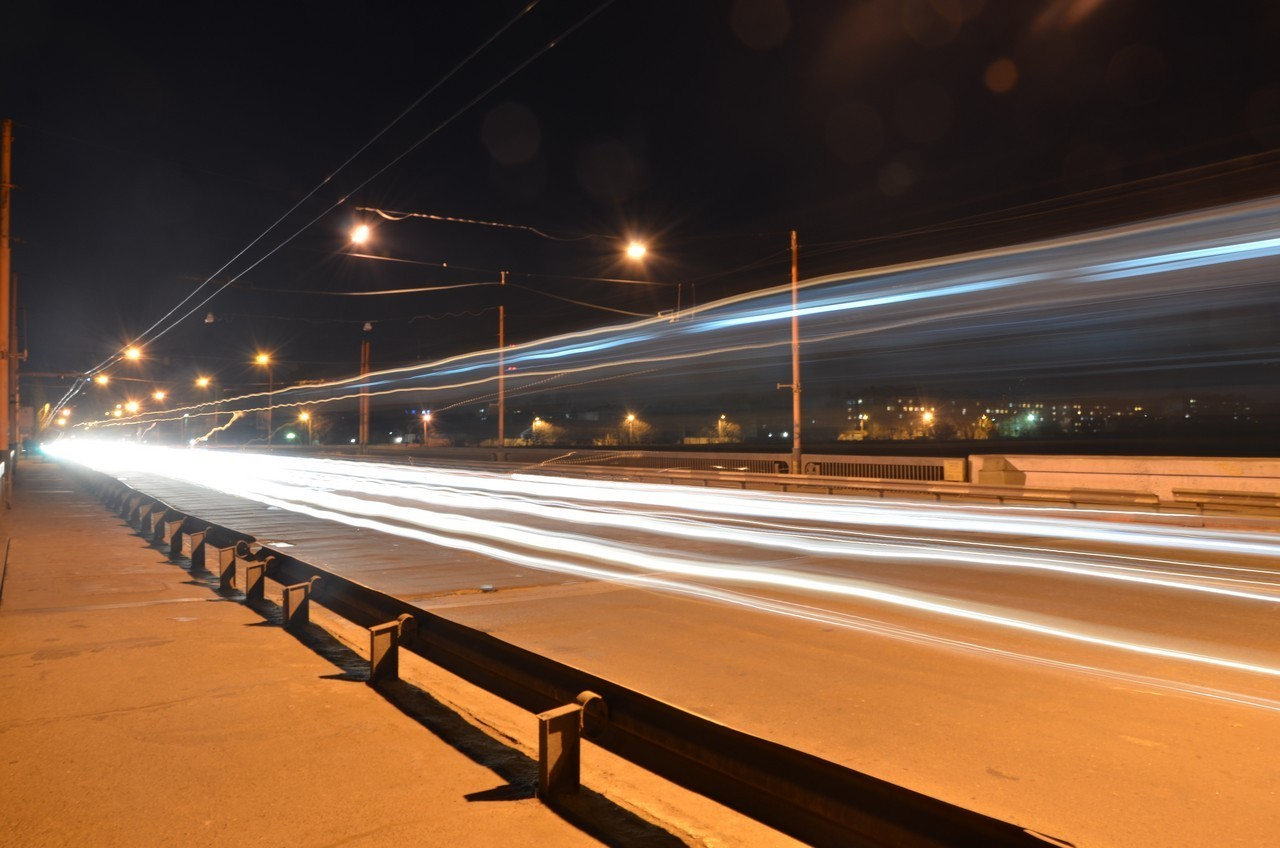
Straßenverkehr auf der Brücke bei Nacht
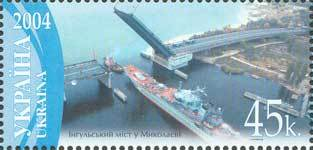
Postwertzeichen von 2004